# Quelle Mimirs

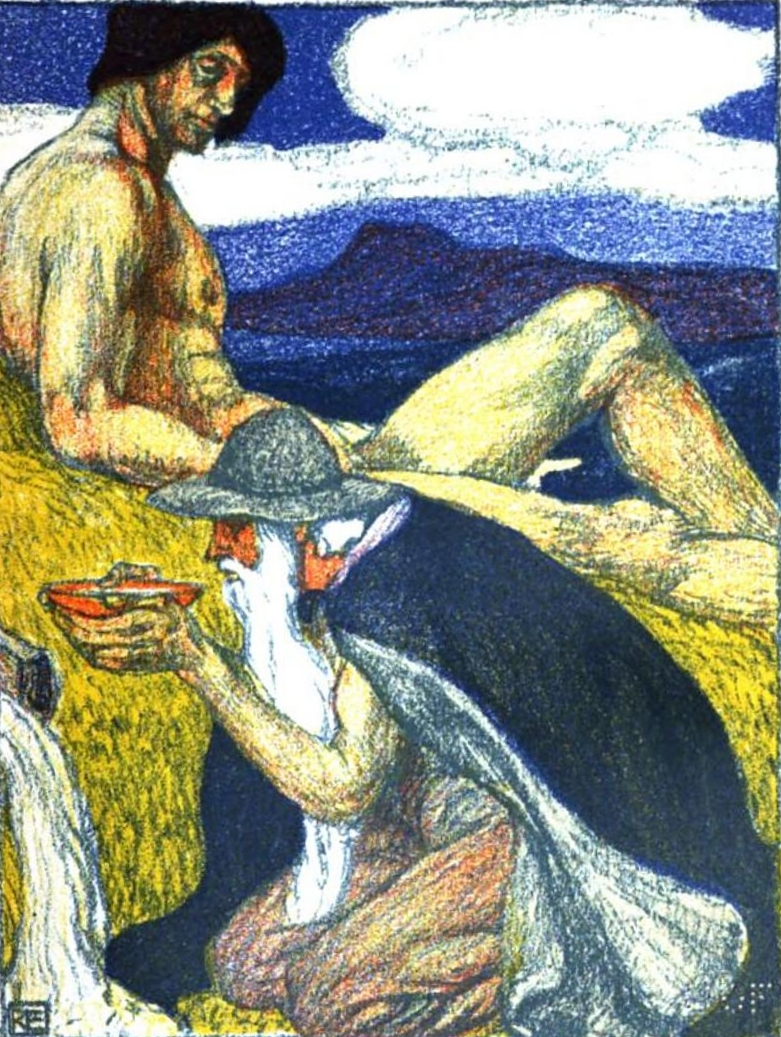
Odin trinkt aus Mimirs Quelle, während Mimir ihm dabei zuschaut. Gemälde von Robert Engels (1903).

Mimirs Brunnen ist in der nordischen Mythologie eine Quelle am Fuße der Weltenesche Yggdrasil. Sie wird vom Riesen Mimir bewacht, denn in ihr sind Wissen und Weisheit verborgen. Um aus ihr trinken zu dürfen, musste der Göttervater Odin ein Auge als Pfand im Wasser hinterlegen, wodurch er die Gabe des Hellsehens erlangte. Nach der Prosa-Edda von Snorri Sturluson ist Mimirs Brunnen eine dreier Quellen, die unter den Wurzeln des nordischen Weltenbaums liegen. Die anderen sind der Urdbrunnen und Hvergelmir.